# Paracanthonchus sabulicolus
Paracanthonchus sabulicolus is een rondwormensoort uit de familie van de Cyatholaimidae. De wetenschappelijke naam van de soort is voor het eerst geldig gepubliceerd in 1981 door Bouwman.